# Schule am Pulverrasen
Die Schule am Pulverrasen ist eine staatliche Grund- und Regelschule in der südthüringischen Kreisstadt Meiningen. In ihrer über 100-jährigen Geschichte beherbergte das unter Denkmalschutz stehende Schulgebäude mehrere Schulformen. Benannt ist die Schule nach dem anliegenden kleinen Park Pulverrasen, dessen Name wiederum von dem am Rand befindlichen „Pulverturm“ der einstigen Stadtbefestigung abgeleitet ist. Das Schulgelände befindet sich am Südwestrand der historischen Altstadt auf einer Flussinsel direkt an der Werra.

## Schulgebäude
Die Schule besteht aus einem fünfgeschossigen Hauptbau mit Uhr- und Glockenturm und einer Sporthalle mit Galerien, die auch als Theatersaal und Aula genutzt werden kann. Beide Gebäude sind mit einer atriumartigen Haupteingangshalle verbunden. Im Kellergeschoss des Hauptbaus ist früher ein Lehr-Schwimmbecken untergebracht gewesen, dass mittlerweile allerdings der Schulküche und dem Speisesaal gewichen ist. In den Außenanlagen befinden sich ein Kinderspielplatz und ein Sportplatz mit Basketballfeld. Das Gebäudeensemble steht unter Denkmalschutz.

## Geschichte
Am 19. Juni 1906 beschloss der Meininger Stadtrat den Bau einer neuen Schule nach modernsten Gesichtspunkten. Oberbaurat und Architekt Eduard Fritze und Landbaumeister Otto Schubert entwarfen das große schlossartige Schulgebäude mit 24 Klassenzimmern und einer Sporthalle. Baubeginn war das Frühjahr 1910. Die Schule wurde am 9. Oktober 1911 unter dem Namen Neue Bürgerschule eröffnet. Die Baukosten betrugen 562.000 Mark. Schulträger war bis 1949 die Stadt Meiningen. Begonnen wurde mit 22 Schulklassen der Klassenstufen 5 bis 8, die ausschließlich von Jungen besucht wurden.
Im August 1914 zog als zweite Bildungseinrichtung ein Teil des Realgymnasiums Meiningen, dessen Schulgebäude während des Ersten Weltkrieges man als Lazarett nutzte, in das Schulgebäude ein. Am 7. Oktober 1914 wurde die neue Bürgerschule in Prinz-Friedrich-Schule umbenannt. Der Namensgeber war Prinz Friedrich von Sachsen-Meiningen, der in den ersten Kriegswochen des Ersten Weltkrieges am 23. August 1914 bei Namur (Belgien) gefallen war.
Ab Ende 1914 nutzte als dritte Bildungseinrichtung die städtische Handelsschule das geräumige Gebäude. Von November 1918 bis März 1919 musste der Unterricht an der Prinz-Friedrich-Schule unterbrochen werden, da das Gebäude zuerst für 350 Mann vom hiesigen Infanterie-Regiment Nr. 32 und ab Ende Dezember dem 471. Regiment als Notkaserne diente. Den Schulbetrieb wurde am 31. März 1919 wieder aufgenommen. In den 1920er Jahren richtete man in der Schule Duschräume und eine Schulzahnklinik ein. 1930 wurden 330 Schüler der Handelsaufbauschule unterrichtet. 1932 hatte die Prinz-Friedrich-Schule 848 Schüler in 19 Klassen. Der Unterricht wurde Ende 1941 vorübergehend eingestellt, da das Haus ab dem 24. Januar 1942 dem Reservelazarett I Meiningen als Unterkunft diente. Die Schüler erhielten fortan ihren Unterricht in mehreren Ausweichquartieren.
Am 1. Oktober 1945 wurde der Schulbetrieb an der Prinz-Friedrich-Schule wieder aufgenommen. Am 9. Oktober 1945 bekam die Schule den neuen Namen Theodor-Neubauer-Schule. Theodor Neubauer war Lehrer und kommunistischer Reichstagsabgeordneter, der am 5. Februar 1945 hingerichtet wurde. In den Nachkriegsjahren hatte die Schule rund 1400 Schüler. 1949 wandelte man die Volksschule in eine achtklassige Grundschule um. Nach dem Auszug einer kurzzeitig untergebrachten Kinder- und Jugendsportschule im Jahr 1960 wurde die Theodor-Neubauer-Schule zur zehnklassigen Polytechnischen Oberschule.
Mit dem Schuljahr 1991/92 nahm die Schule nun geteilt in Grund- und Regelschule mit dem neuen Namen Schule am Pulverrasen ihren Schulbetrieb im geeinten Deutschland auf. Mit einem Volumen von rund vier Millionen Euro wurde die Schule in den Jahren 2021 bis 2023 von Grund auf saniert. Für einen barrierefreien Zugang wurde im Frühjahr 2021 einen verglasten Fahrstuhl außen an der Gebäudeseite zur Werra hin errichtet. Des Weiteren erhielt das Gebäude unter anderem eine neue Dacheindeckung, neue elektrische Anlagen, modernste Medientechnik und eine Verbesserung der Akustik in den Klassenräumen.

## Schüler und Lehrer
Im Schuljahr 2014/15 wurden 482 Grund- und Regelschüler in 23 Klassen von 36 Lehrkräften unterrichtet, im Schuljahr 2020/21 waren es 561 Grund- und Regelschüler in 25 Klassen mit 39 Lehrerinnen und Lehrern. Der Grundschule ist ein Hort angeschlossen, wo jährlich rund 200 Kinder von neun Erzieherinnen betreut werden (2022/23). Die Schularbeit wird vom Förderverein „Grund- und Regelschule Am Pulverrasen e.V.“ unterstützt.

## Schulformen

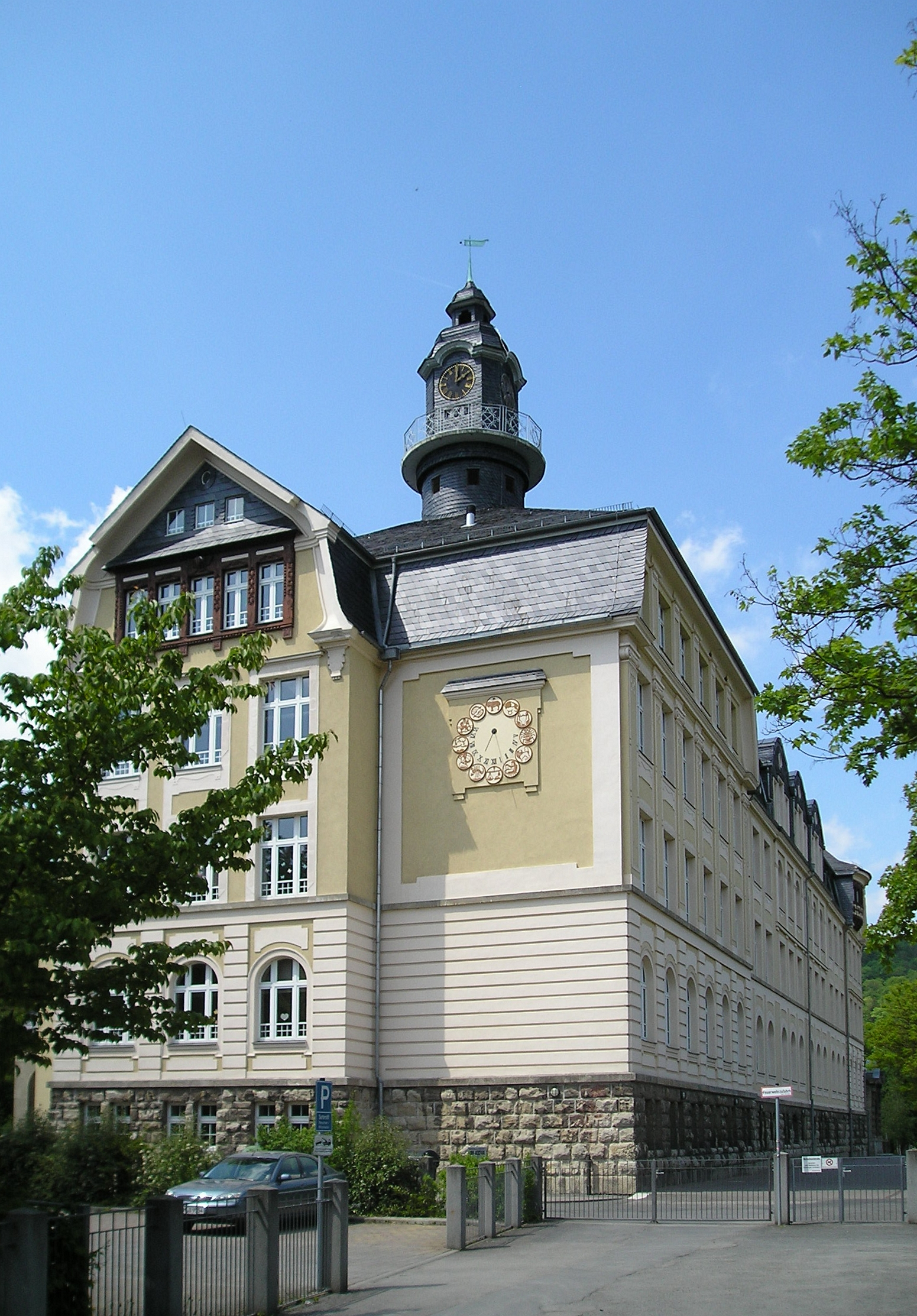
Südfassade mit Uhrturm und Sonnenuhr

In ihrer Geschichte waren in der Schule am Pulverrasen bis zu drei Schulformen gleichzeitig etabliert.
- 1911–1949 Volksschule
- 1914–1918 Realgymnasium
- 1914–1946 Städtische Handelsschule
- 1923–1937 Höhere Handelsschule, Handelsaufbauschule (ab 1925), Mädchenberufsschule
- 1937–1958 Kaufmännische Berufsschule Meiningen
- 1949–1960 achtklassige Grundschule, zeitweilig mit einem gymnasialen Zweig bis zur 12. Klasse
- 1958–1960 Kinder- und Jugendsportschule
- 1960–1991 zehnklassige Polytechnische Oberschule (POS)
- 1991 bis heute: Grund- und Regelschule

## Partnerschaften
Partnerschaften bestehen mit den Unternehmen ABS Electronic Meiningen und August Winkhaus GmbH/ Standort Meiningen, dem Staatstheater Meiningen, der Stadtbibliothek „Anna Seghers“, der Volkshochschule, dem Berufsbildungszentrum Meiningen, den Meininger Museen, dem Mehrgenerationenhaus „Sarterstift“ und dem Jugendzentrum „Max Inn“.